# Binnenland 1
Binnenland 1 was een nonsensicaal radioprogramma van de Nederlandse omroep VPRO, gepresenteerd door Ronald Snijders, dat van 2007 tot 2008 elke zaterdagavond om half zeven op Radio 1 werd uitgezonden, en "dat zich baseert op nieuwsfictie vanuit de binnenwereld". De laatste uitzending was op 16 augustus 2008.
Binnenland 1 was de opvolger van radioprogramma's als Ronflonflon en Radio Bergeijk en "informeert iedereen die met een half oor naar de radio luistert". Het gaf een quasi-serieuze kijk op onderwerpen die in de media voorkwamen en hadden kunnen voorkomen. Opvallend is dat Wikipedia regelmatig in het programma ter sprake kwam.
Elke week werd aan de luisteraar gevraagd de betekenis van een neologisme te verzinnen. De inzender van de meest passende betekenis werd beloond met Een Normaal Boek, geschreven door Ronald Snijders en Fedor van Eldijk. Binnenland 1 werd elke week afgesloten met het nummer Pas goed op jezelf van Jos Brink.
In april 2009 verscheen het boek Binnenland 1 met daarin teksten uit het radioprogramma, uitgegeven door De Harmonie.
Voor de website normalemensen.nl zijn een tiental afleveringen gemaakt die op YouTube zijn gepubliceerd. De makers maken hierbij gebruik van het format van NOS op 3.

## Makers
- Tekst: Ronald Snijders en Fedor van Eldijk
- Presentatie: Ronald Snijders
- Productie: Jan Vermaas
- Techniek: Pieter Kok
- Jingles en spotjes: Berend Dubbe